# Resolució 68 del Consell de Seguretat de les Nacions Unides
La Resolució 68 del Consell de Seguretat de les Nacions Unides, aprovada el 10 de febrer de 1949, va resoldre que la Resolució 192 de l'Assemblea General de les Nacions Unides es transmeti a la Comissió d'Armament Convencional per a l'acció d'acord amb els seus termes.
La resolució es va aprovar amb nou vots, mentre que l'RSS d'Ucraïna i la Unió Soviètica es van abstenir.